# Automolis hector
Automolis hector là một loài bướm đêm thuộc phân họ Arctiinae, họ Erebidae.